# Cradle of Filth
Cradle of Filth so metal skupina iz Anglije.

## Zasedba
Trenutna zasedba
- Dani Filth
- Paul Allender
- Dave Pybus
- Martin Skaroupka
- Charles Hedger
- Rosie Smith
- Sarah Jazzebel Deva

## Diskografija
- The Principle of Evil Made Flesh - (1994)
- V Empire (or Dark Faerytales in Phallustein) - (1996)
- Dusk and Her Embrace - (1997)
- Cruelty and the Beast - (1998)
- From the Cradle to Enslave - (1999)
- Midian - (2000)
- Bitter Suites to Succubi - (2001)
- Lovecraft and Witch Hearts - (2002)
- Live Bait for the Dead - (2002)
- Damnation and a Day - (2003)
- Nymphetamine - (2004)
- Thornography - (2006)
- Eleven Burial Masses - (2007)
- Godspeed on the Devil's Thunder - (2008)
- Darkly, Darkly, Venus Aversa - (2010)
- The Manticore and Other Horrors - (2012)
- Hammer of the Witches - (2015)
- Cryptoriana - The Seductiveness of Decay - (2017)
- Existence Is Futile - (2021)
- The Screaming of the Valkyries - (2025)